# Guy David
Guy David (Marsiglia, 25 luglio 1947 – Fréjus, 30 agosto 2008) è stato un allenatore di calcio e calciatore francese, di ruolo attaccante.